# Annales Portucalenses Veteres
Os Anais Portugueses Velhos (APV, em latim: Annales Portucalenses Veteres) são um conjunto de composições historiográficas relacionadas entre si, preservado em cinco testemunhos manuscritos escritos em latim. A maior parte dos testemunhos começa com uma lista de reis, o latérculo dos reis das Astúrias até Afonso II (Laterculus regum Ouetensium ad Adefonsum II), seguida por entradas analísticas referentes às conquistas de Coimbra e Montemor-o-Velho por Almançor e à ocupação do território portucalense por Fernando Magno. A partir daí os testemunhos transmitem séries de acontecimentos diferentes. Por isso, são identificadas três versões em função da data da sua última notícia: 1079, 1111 ou 1168.
A designação de Annales Portucalenses Veteres foi cunhada em 1947, por Pierre David. As semelhanças entre os textos levaram a que tanto este como outros investigadores os incluíssem num mesmo conjunto, embora divirjam no modo como se relacionam entre si, dando origem a várias teorias acerca da sua transmissão. O principal ponto de divergência é a versão ad annum 1079 (até ao ano 1079), considerada por uns como a mais antiga e por outros como a mais recente. Existe também um outro texto, a Chronica Gothorum, relacionado com esta última versão.

### Versões

#### Ad Annum 1079
O único testemunho com esta versão encontra-se no Livro da Noa, proveniente do mosteiro de Santa Cruz de Coimbra, e foi copiado em meados do século XIV. Tem 19 entradas, 13 das quais com eventos exclusivos a esta versão, referentes principalmente a famílias nobres do condado portucalense e aos reis Bermudo III, Fernando Magno e Afonso VI de Leão.

#### Ad Annum 1111
Esta versão, que é a mais curta das três, transmite 11 entradas. Cobre, essencialmente, as principais ações dos reis Fernando Magno e Afonso VI relativas à ocupação do território portucalense. Há também referências a ações de impacto ibérico, como a tomada de Toledo e a Batalha de Zalaca, durante o reinado de Afonso VI.
O testemunho mais antigo desta versão encontra-se na Biblioteca Pública Municipal do Porto. Faz parte de um homiliário terminado em 1139, com origem também no mosteiro de Santa Cruz.
Existe um segundo testemunho preservado na Biblioteca Marqués de Valdecilla da Universidad Complutense de Madrid, copiado depois de 1250. Encontra-se logo a seguir ao índice, partilhando com ele o recto do primeiro fólio escrito. Foi acrescentada nesta cópia uma última entrada, que regista de novo, mais pormenorizadamente, a conquista de Coimbra por Fernando Magno.
Existiu um outro manuscrito, próximo deste último, no Mosteiro de Alcobaça, que se perdeu antes de 1632, do qual temos notícia pelas notas de João Vaseu e António Brandão.

#### Ad Annum 1168
Cobrindo um período maior do que as outras duas versões e transmitindo 23 entradas, a versão ad annum 1168 possui os mesmos acontecimentos para o período 1079-1111 que a anterior, embora narrados de forma diferente. Continua a lista de acontecimentos até 1168, ano em que Geraldo Geraldes ocupa Badajoz, focando-se essencialmente no reinado de D. Afonso Henriques. No final, possui uma entrada sobre as conquistas de Afonso III das Astúrias em território portucalense.
O seu testemunho mais antigo, que se encontra no primeiro caderno do Livro da Noa, datado do século XII. Apesar de também começar com o latérculo dos reis das Astúrias até Afonso II, este encontra-se abreviado, chegando apenas ao reinado de Pelágio.
Um segundo testemunho encontra-se no Martirológio e Obituário da Sé de Lamego. Não possui o latérculo inicial, tendo em seu lugar uma Ordem dos Anos do Mundo (Ordo Annorum Mundi), embora resumido, os Anais dos Mártires (Annales Martyrum) e uma entrada relativa ao nascimento de D. Afonso Henriques.

#### Chronica Gothorum
Conhece-se também um outro texto, relacionado com os APV, a Crónica dos Godos (Chronica Gothorum) ou Anais de D. Afonso, rei dos portucalenses (Annales domni Alfonsi Portugalensium regis), que começa também com uma lista de reis das Astúrias (neste caso até Afonso III) e que a seguir contém entradas que o relacionam com a versão ad annum 1079, focando-se depois no reinado do primeiro rei de Portugal.

### Teorias acerca da transmissão dos APV
Conforme foi dito, as versões ad annum 1111 e ad annum 1168 aparecem registadas em manuscritos ainda do século XII, e são semelhantes entre si. Por isso, todos os investigadores concordaram em colocá-las no seguimento uma da outra. Já a versão ad annum 1079, apesar de ser aquela em que a última data registada é a mais antiga, é também a versão cuja cópia conhecida é mais recente (século XIV), levantado dúvidas quanto a ser a mais próxima do original ou a mais distante. No caso de ser a versão mais antiga, as outras teriam abreviado voluntariamente o seu conteúdo, enquanto que, se for a mais recente, possuiria uma forte influência de outras fontes.
Pierre David considerou que as versões ad annum 1111 e ad annum 1079 seriam duas recensões (breve e longa, respetivamente) de um mesmo texto, perdido, e a versão ad annum 1168 uma continuação da ad annum 1111. Colocou também o início da Chronica Gothorum, por ser muito semelhante à versão ad annum 1079, como um outro testemunho da recensão longa dos APV.
Para José Mattoso, Luís Krus e Mário Gouveia as três versões sucedem-se pela ordem cronológica da sua última entrada, com acrescentos feitos de modo a incorporar novos acontecimentos. Consideraram que teria existido um original, que finalizaria em 1079, feito no mosteiro de Santo Tirso de Riba de Ave, relacionado com a linhagem da Maia, pois esta é mencionada na versão ad annum 1079. Este foi refundido em duas recensões (breve e longa) no mosteiro de São Salvador de Grijó (até 1111) e estas duas recensões refundidas de novo em Santa Cruz de Coimbra (até 1168). Nenhum destes textos corresponderia àqueles que nos chegaram, servindo-lhes apenas de modelos: a Chronica Gothorum seria feita a partir das duas recensões longas e do original, a versão ad annum 1079 apenas a partir deste e as outras duas versões viriam das recensões breves que terminam nos seus respetivos anos.
Mais tarde, Francisco Bautista, propôs que a versão original dos APV seria a ad annum 1111, não só por ser a cópia mais antiga, mas também por todos os seus acontecimentos estarem inseridos num contexto peninsular, embora aparecendo no texto principalmente em relação ao território portucalense. A versão ad annum 1168 seria uma refundição da anterior, já de caráter marcadamente português, com uma versão reduzida do latérculo dos reis das Astúrias e o registo de acontecimentos relacionados com D. Afonso Henriques. Em consequência, a versão ad annum 1079 seria a mais recente, tendo sido feita como material de preparação para a Chronica Gothorum, razão pela qual tem notícias provenientes de outras fontes.
Por último, Rodrigo Furtado chama a atenção para o processo de aumento e redução de entradas presente em todos os textos, formulando a hipótese de todos eles serem uma reformulação de um original perdido. Nota também que as datas sofrem uma mudança: na versão mais antiga que possuímos (ad annum 1111) os dias dos santos aparecem segundo o calendário moçárabe, enquanto nas outras duas já seguem o romano. Por estas razões, considera que o original (com as datas moçárabes) foi reformulado de modo a produzir a versão ad annum 1111 e uma outra, entretanto perdida, já com as datas romanas. A versão ad annum 1168 teria sido feita a partir destas duas, enquanto a ad annum 1079 teria usado a versão romana e outras fontes.